# Ambrosius Hardenbeck
Ambrosius Hardenbeck, född 30 april 1621, död 13 juni 1683, var en norsk teolog, född i Bergen i en släkt med tyska rötter. Ambrosius Hardenbeck utbildade sig i Rostock och Köpenhamn. 1645 återvände han till i Bergen där han 1652 ingick äktenskap med Dorothe Engelbretsdatter, en av barocktidens viktigaste norska diktare. Hardenbeck blev präst 1659. Flera av hans predikotexter finns bevarade.